# Леркендал (стадион)
Леркендал (на норвежки: Lerkendal) е футболен стадион в град Тронхайм, Норвегия.
Максималният му капацитет е 21 166 души. Той е вторият по големина стадион в страната. Най-големият брой зрители е зарегистриран през 1985 г. – 28 569 души. Размерите му са 105 × 68 метра.
Стадионът е планиран още през 1933 г., но е построен едва след Втората световна война. Оттогава претърпява няколко подобрения и реконструкции – от 1949, 1961-1963, 1968, 1996 и 2000-2002 г.